# Retrat de l'escriptor Ramon Reventós
El Retrat de l'escriptor Ramon Reventós és una aquarel·la, carbonet i llapis Conté sobre paper realitzada per Pablo Picasso entre el 1899 i el 1900 a Barcelona i que actualment forma part de la col·lecció permanent del Museu Picasso de Barcelona. Es mostra a la Sala 4 de la col·lecció permanent del museu.

## Descripció

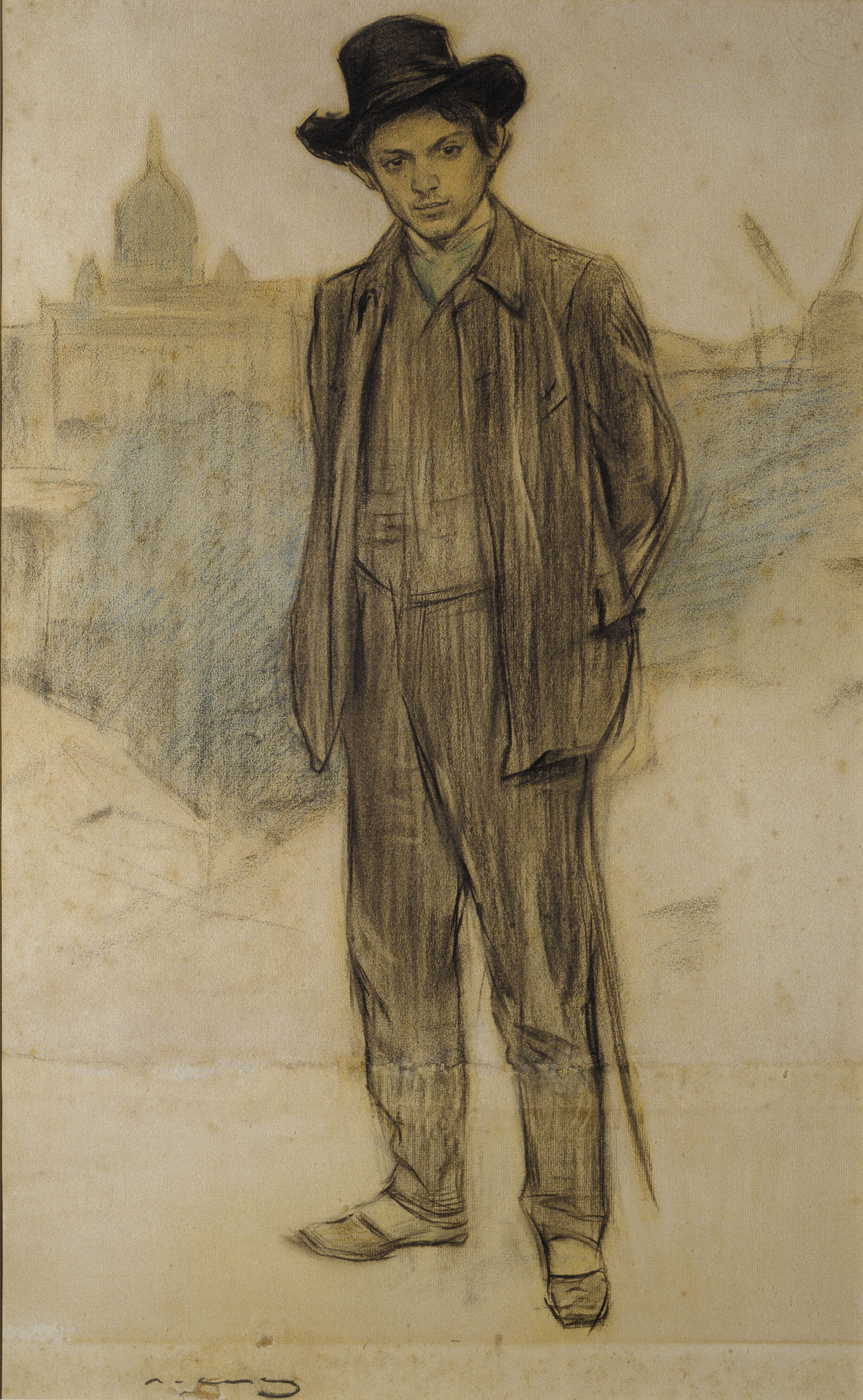
Retrat de Picasso, per Ramon Casas, conservat a la col·lecció permanent del MNAC.

Aquest retrat, de traç segur, solt, forma part de la sèrie de retrats de tall modernista que Picasso va fer dels seus amics i coneguts. Tots ells eren assidus de la taverna Quatre Gats, lloc de tertúlia barceloní de l'avantguarda artística.
Aquesta galeria de retrats integra la primera exposició individual de Picasso als Quatre Gats el febrer de 1900. D'aquesta manera, intenta obrir-se un lloc dins aquest gènere artístic aleshores dominat per Ramon Casas, retratista oficial de la burgesia catalana, i que va fer un retrat de Picasso que es conserva al MNAC.
De fet, la idea de l'exposició monogràfica sorgeix de l'entorn de Picasso després de l'enorme èxit de l'exposició de Ramon Casas a la sala Parés l'octubre de 1899, on, entre altres obres, s'hi mostraven 132 retrats al carbó.
La col·lecció de retrats s'assembla volgudament en format, tècnica i factura als retrats de Casas. Però els de Picasso són més espontanis, de traç més decidit, i, sovint, més que buscar la semblança detallada, incideix en els trets permanents del retratat, s'interessa per la psicologia del personatge.
Jaume Sabartés, al seu llibre Retrats i records, expressa l'esperit del moment: «el que volem és que la gent s'adoni que n'hi ha un altre que dibuixa i que en Casas no retrata tots els que hi són i que a les seves exposicions no hi són tots els
que són […] Els dibuixos de Picasso són més espontanis, el seu traç és més franc, més decidit, més foll, si es vol, però és més segur, més precís, denota més humor i més perspicàcia; una observació més profunda i una comprensió més ràpida».

## Exposició de retrats
L'exposició li va servir a Picasso per donar-se a conèixer, però no va tenir un fort ressò a la premsa. Es recullen aquí, pel seu interès històric i respectant l'ortografia original, tres fragments de les crítiques aparegudes a la premsa del 1900:
| «                                    | Un joven, casi un niño, Ruiz Picazzo, ha organizado una exposición de dibujos y notas de color en “Els IV Gats”. En todas las obras expuestas hace alarde de una facilidad extraordinaria en el manejo del lápiz y del pincel, dominando, por ende, en aquellas, como principal condición, la garbosidad en el trazo, conveniente siempre, pero perjudicial cuando se sobrepone a toda otra cualidad y no es resultado de una larga y concienzuda práctica. | » |
| — La Vanguardia, 3 de febrer de 1900 | |   |

| «                                          | En el salón de “Los quatre Gats” estan espuestos algunos dibujos y notas de color de D. R. Picasso, joven que entra en el arte con la obsesión del modernismo más extremado. No puede dudarse que el señor Picasso tiene talento y siente el arte; […] pero la exposición acusa en el pintor, como en muchos otros que le han precedido, enamorados hasta la locura de esta escuela, una lamentable perturbación del sentido artístico y una equivocación del concepto del arte. En la colección de retratos al lápiz sobresalen algunos por la seguridad del apunte, pero basta echar una ojeada al conjunto para notar que aquello és una galeria de personajes melancólicos, taciturnos, aburridos, que producen en el espectador una impresión de tristeza y de compasión por los retratados, poco favorable. | » |
| — Diario de Barcelona, 7 de febrer de 1900 | |   |

| «                                     | En la sala gran dels IV Gats hi ha exposada una col·lecció de dibuixos y pinturas degudas al jove artista Roig Picasso, que ofereixen varietats de punts de vista per á judicar del talent de son autor. Aquest pertany de plé a la escola novíssima impressionista y reuneix condicions que no tots los sectaris d'ella’ns solen oferir: facilitat y correcció en lo dibuix y un cert instint del color. Això, que’ns fa endavinar á un verdader artista, te per contra la monotonia dels assumptos y las tonalitats, tots tétrichs y ombrívols. Sembla que veja ‘l natural darrera d'una glassa negra. Ab tot, alguna pintura com la de la malalta y ‘l capellà [Darrers moments, avui desapareguda], y notas soltas, aixís com alguns retrats al carbó, nos donen dret á esperar obras de més empenta y més cualitats. | » |
| — La Renaixença, 10 de febrer de 1900 | |   |

## Curiositats
Al revers hi ha un dibuix acadèmic en llapis Conté sobre paper, còpia d'un emmotllament en guix, que representa un avantbraç i una mà agafant un disc. No està firmat ni datat, però es creu que es va pintar a Barcelona, cap al 1899.